# Bacchae
Bacchae — американський панк-рок гурт з Вашингтона, округ Колумбія, створений у 2016 році. Свою назву гурт отримав від назви трагедії давньогрецького драматурга Евріпіда, "Вакханки" ("The Bacchae").
Гурт Bacchae порівнюють з гуртами The B-52 і The Cure.

## Історія
Гурт Bacchae створено у 2016 році. У 2016 році гурт записав демо-мініальбом.
У 2017 році вони самостійно випустили свій дебютний студійний альбом Down the Drain.
Гурт підписав контракт з лейблом Get Better Records з Філадельфії. Наступний однойменний мініальбом гурту, Bacchae, вийшов у 2018 році на лейблі Get Better Records. У 2020 році гурт випустив альбом Pleasure Vision на лейблі Get Better Records.
У 2021 році гурт випустив концертний альбом Bacchae on Left of the Dial Live.

## Склад гурту
- Кеті МакДі (Katie McD) — вокал, клавішні,
- Рена Хегінс (Rena Hagins) — бас-гітара, вокал,
- Ейлін О'Грейді (Eileen O'Grady) — барабани,
- Ендрю Брейнер (Andrew Breiner) — гітара.

## Дискографія

### Мініальбоми
- Demo (2016)
- Bacchae (2018)

### Студійні альбоми
- Down the Drain (2017)
- Pleasure Vision (2020)

### Цифровий трек
- Everything Ugly  (2019)

### Концертний альбом
- Bacchae on Left of the Dial Live (2021)